# Garnotia arborum
Garnotia arborum là một loài thực vật có hoa trong họ Hòa thảo. Loài này được Stapf ex Woodrow mô tả khoa học đầu tiên năm 1908.